# Cratere Lebedinskiy
Lebedinskiy è un cratere lunare di 63,39 km situato nella parte nord-orientale della faccia nascosta della Luna.
Il cratere è dedicato all'astrofisico sovietico Aleksandr Ignatievič Lebedinskiy.

## Crateri correlati
Alcuni crateri minori situati in prossimità di Lebedinskiy sono convenzionalmente identificati, sulle mappe lunari, attraverso una lettera associata al nome.
| Lebedinskiy | Coordinate            | Diametro (in km) |
| ----------- | --------------------- | ---------------- |
| A           | 10°27′N 164°09′W      | 35,8             |
| B           | 9°59′24″N 163°29′24″W | 37,49            |
| K           | 6°15′36″N 163°56′24″W | 29,55            |
| P           | 5°45′00″N 165°38′24″W | 49,7             |